# Tomislav Limov
Tomislav Vlatka Limov (* 11. Dezember 1954 in Metković, Sozialistische Republik Kroatien, Jugoslawien) ist ein bosnisch-herzegowinischer Politiker und Diplomat.

## Leben
Nach dem Besuch der Grundschule in Valpovo absolvierte er das Gymnasium in Čapljina. Es schloss sich ein Studium der Philosophie und Soziologie an der Philosophischen Fakultät der Universität Sarajevo an.
Es folgten unterschiedliche Tätigkeiten in Čapljina. So arbeitete er unter anderem als Krankenversicherungsbeauftragter in der Krankenversicherungsanstalt, war Buchhalter im Gesundheitszentrum, Lehrer am Sekundarschulzentrum, Direktor eines Handelsunternehmens und wirkte für die Tourismusverwaltung der Gemeinde.
Er gehörte dem Rat des Kantons Herzegowina-Neretva und dem Abgeordnetenhaus von Bosnien und Herzegowina an. 2001 wurde er stellvertretender Innenminister der Föderation Bosnien und Herzegowina. Am 17. Januar 2003 wurde er als Delegierter in das Haus der Völker von Bosnien und Herzegowina gewählt. Dort war er Mitglied der Verfassungskommission und der Gemeinsamen Aufsichtskommission der Geheimdienst- und Sicherheitsagentur von Bosnien und Herzegowina und gehörte zum kroatischen Klub.
Ab September 2007 war er bosnisch-herzegowinischer Botschafter in Österreich, bis er im Dezember 2008 Botschafter in Deutschland wurde.
Er ist Mitglied der Sozialdemokratischen Partei von Bosnien und Herzegowina.
Limov ist verheiratet und Vater von vier Kindern. Er spricht auch Deutsch.